# Robert Mayer (hockey sur glace)
Pour les articles homonymes, voir Robert Mayer et Mayer.
Robert Mayer (né le 9 octobre 1989 à Havířov) en Tchécoslovaquie (aujourd'hui République tchèque) est un joueur de hockey sur glace professionnel binational suisse et tchèque. Il est gardien pour le Genève-Servette HC de la LNA.

## Biographie

### Origine, enfance et famille
Robert Mayer naît le 9 octobre 1989 à Havířov, en Silésie tchécoslovaque, où son grand-père était maître de glace. 
Il déménage en Suisse avec sa famille alors qu’il est âgé de quatre ans et s’installe dans la commune de Haldenstein dans les Grisons. Il retourne cependant dans sa ville natale pour y suivre ses troisième et quatrième années d'école primaire. 
Il est marié depuis juin 2019 et père de deux enfants, dont un d'une précédente relation à l'âge de 19 ans.

### Parcours sportif
Vers l’âge de six ou sept ans, il assiste à un entraînement du HC Coire lorsque le gardien de l’équipe, Thomas Liesch, l’appelle des tribunes pour venir sur la photo d’équipe. À la suite de cette expérience, il devient un grand fan du portier grison et décide de devenir lui-même gardien de but au sein du mouvement junior du HC Coire.
À quatorze ans, il rejoint le mouvement junior de Kloten avant de jouer son premier match avec l’équipe première du club zurichois en 2007 face à Bâle. La même année, il est repêché par les Sea Dogs de Saint-Jean et décide de rejoindre ce club dans la Ligue de hockey junior majeur du Québec. Après sa première saison en Amérique du Nord, il est invité au camp d’entraînement des Canadiens de Montréal à la suite duquel il signe un contrat de trois ans avec cette organisation,. Il rejoint initialement les Bulldogs de Hamilton, mais il ne parvient pas à s'imposer et se trouve relégué dans la troisième division de la Ligue de hockey de la côte est, où il devient champion avec les Cyclones de Cincinnati en 2010. Il retrouve alors les Bulldogs de Hamilton, mais sans obtenir le succès qu'il espérait.
Il signe au printemps 2013 un contrat avec le Hockey Club Bienne, mais le résilie après un appel personnel du directeur général des Canadiens de Montréal, Marc Bergevin. Il rejoint le Genève-Servette Hockey Club en 2014, où il succède dans la cage à Tobias Stephan. Il est victime d'un grave accident de moto en juillet de la même année à Saint-Jean, au Canada, si bien qu'il ne peut rejouer en championnat qu'en octobre.
Il joue quatre matchs avec l'équipe nationale suisse aux championnats du monde de hockey sur glace en 2016, 2019 et 2020.
Le 10 décembre 2019, il annonce qu'il quitte le Genève-Servette HC pour le HC Davos à compter de la saison 2020-2021. Signé pour quatre ans avec un contrat de deux millions de francs suisses, il ne reste cependant qu'une seule saison dans son nouveau club, qui le prête aux SLC Tigers de Langnau en septembre 2021. Il rejoint ensuite à nouveau le Genève-Servette HC.
Il est désigné meilleur joueur (en plus de meilleur gardien) des séries finales en 2023, devenant le premier gardien à décrocher ce titre.

### Caractéristiques de gardien
Le journaliste sportif suisse alémanique de référence pour le hockey sur glace, Klaus Zaugg, le compare visuellement à Renato Tosio et juge ses mensurations (185 cm pour 91 kg) idéales pour un gardien. Il qualifie son style de peu conventionnel et le décrit comme suit :

« Il maîtrise parfaitement le « style papillon »: il plonge, dresse ses protections comme des ailes de papillon et le haut du corps bien droit, couvre une surface aussi grande que possible. D'autre part, il cultive également le « style stand-up »: il est capable de rester debout aussi longtemps que possible et ainsi de défier les attaquants. »

Dans un portrait télévisé de la Radio télévision suisse en 2016, son jeu de canne offensif, qui le conduit à sortir souvent de sa cage, est souligné.

## Palmarès
- ECHL :
  - Champion de la Coupe Kelly avec les Cyclones de Cincinnati en 2010[12] ;
  - Meilleur joueur des séries éliminatoires de l'ECHL en 2010 avec Jeremy Smith[13].
- Coupe Spengler :
  - Vainqueur de la Coupe Spengler en 2013 et en 2014 avec le Genève-Servette HC[12].
- Ligue suisse de hockey :
  - Saison 2022-2023 de la LNA : remporte les séries avec le Genève Servette hockey club.

## Statistiques

### En club
| Saison    | Équipe                 | Ligue            |    | Saison régulière | Saison régulière | Saison régulière | Saison régulière | Saison régulière | Saison régulière | Saison régulière | Saison régulière | Saison régulière | Saison régulière |    | Séries éliminatoires | Séries éliminatoires | Séries éliminatoires | Séries éliminatoires | Séries éliminatoires | Séries éliminatoires | Séries éliminatoires | Séries éliminatoires | Séries éliminatoires |
| Saison    | Équipe                 | Ligue            | PJ | V                | D                | Pr/N             | Min              | BC               | Moy              | % Arr            | Bl               | Pun              | PJ               | V  | D                    | Min                  | BC                   | Moy                  | % Arr                | Bl                   | Pun                  |                      |                      |
| 2004-2005 | Kloten Flyers U20      | Juniors Élites A | 9  |                  |                  |                  |                  |                  |                  |                  |                  |                  | -                | -  | -                    | -                    | -                    | -                    | -                    | -                    | -                    |                      |                      |
| 2005-2006 | Kloten Flyers U20      | Juniors Élites A | 42 |                  |                  |                  |                  |                  |                  |                  |                  |                  | -                | -  | -                    | -                    | -                    | -                    | -                    | -                    | -                    |                      |                      |
| 2006-2007 | Kloten Flyers U20      | Juniors Élites A | 29 |                  |                  |                  |                  |                  | 3,65             |                  |                  |                  | 3                |    |                      |                      |                      | 5                    |                      |                      |                      |                      |                      |
| 2006-2007 | Kloten Flyers          | LNA              | 1  | 0                | 0                | 0                | 10               | 1                | 6                |                  | 0                | 0                | -                | -  | -                    | -                    | -                    | -                    | -                    | -                    | -                    |                      |                      |
| 2007-2008 | Sea Dogs de Saint-Jean | LHJMQ            | 32 | 16               | 10               | 1                | 1 669            | 105              | 3,77             | 87,7             | 2                | 8                | 2                | 0  | 0                    | 65                   | 5                    | 4,61                 | 86,5                 | 0                    | 0                    |                      |                      |
| 2008-2009 | Sea Dogs de Saint-Jean | LHJMQ            | 57 | 26               | 25               | 4                | 3 155            | 171              | 3,25             | 90               | 2                | 4                | 4                | 0  | 3                    | 204                  | 16                   | 4,70                 | 85,7                 | 0                    | 2                    |                      |                      |
| 2009-2010 | Cyclones de Cincinnati | ECHL             | 31 | 19               | 10               | 1                | 1 750            | 82               | 2,81             | 88,9             | 2                | 2                | 9                | 6  | 0                    | 508                  | 13                   | 1,54                 | 93,8                 | 3                    | 0                    |                      |                      |
| 2009-2010 | Bulldogs de Hamilton   | LAH              | 1  | 0                | 0                | 1                | 65               | 2                | 1,85             | 93,1             | 0                | 0                | 1                | 0  | 0                    | 37                   | 3                    | 4,83                 | 81,3                 | 0                    | 0                    |                      |                      |
| 2010-2011 | Bulldogs de Hamilton   | LAH              | 21 | 9                | 10               | 2                | 1 215            | 62               | 3,06             | 89               | 0                | 6                | -                | -  | -                    | -                    | -                    | -                    | -                    | -                    | -                    |                      |                      |
| 2011-2012 | Bulldogs de Hamilton   | LAH              | 39 | 14               | 18               | 1                | 2 001            | 98               | 2,94             | 90,9             | 0                | 6                | -                | -  | -                    | -                    | -                    | -                    | -                    | -                    | -                    |                      |                      |
| 2012-2013 | Bulldogs de Hamilton   | LAH              | 38 | 16               | 17               | 3                | 2 088            | 102              | 2,93             | 90,8             | 0                | 8                | -                | -  | -                    | -                    | -                    | -                    | -                    | -                    | -                    |                      |                      |
| 2013-2014 | Bulldogs de Hamilton   | LAH              | 29 | 10               | 14               | 4                | 1 673            | 78               | 2,80             | 90,9             | 0                | 6                | -                | -  | -                    | -                    | -                    | -                    | -                    | -                    | -                    |                      |                      |
| 2014-2015 | Genève-Servette HC     | LNA              | 20 | 6                | 6                | 2                | 1 177            | 54               | 2,75             | 90,6             | 1                | 4                | 11               | 5  | 6                    | 584                  | 30                   | 3,08                 | 89,7                 | 0                    | 6                    |                      |                      |
| 2015-2016 | Genève-Servette HC     | LNA              | 46 | 27               | 15               | 1                | 2 699            | 115              | 2,56             | 92,2             | 4                | 8                | 11               | 6  | 5                    | 685                  | 25                   | 2,19                 | 93,4                 | 0                    | 4                    |                      |                      |
| 2016-2017 | Genève-Servette HC     | LNA              | 46 | 27               | 15               | 1                | 2 699            | 115              | 2,56             | 92,2             | 4                | 8                | 4                | 0  | 4                    | 171                  | 15                   | 5,24                 | 87,6                 | 0                    | 2                    |                      |                      |
| 2017-2018 | Genève-Servette HC     | LNA              | 32 |                  |                  |                  | 1 837            | 86               | 2,81             | 90,9             | 0                | 4                | 4                |    |                      |                      |                      | 4,58                 | 89,4                 |                      |                      |                      |                      |
| 2018-2019 | Genève-Servette HC     | LNA              | 24 | 11               | 10               | 2                | 1 312            | 68               | 3,11             | 89               | 0                | 6                | 6                |    |                      | 464                  | 14                   | 1,81                 | 94,3                 | 1                    | 2                    |                      |                      |
| 2019-2020 | Genève-Servette HC     | LNA              | 32 | 15               | 10               | 4                |                  |                  | 2,37             | 91,4             |                  |                  | -                | -  | -                    | -                    | -                    | -                    | -                    | -                    | -                    |                      |                      |
| 2020-2021 | HC Davos               | LNA              | 26 | 7                | 10               | 3                |                  |                  | 3,35             | 90,3             | 1                |                  | 1                |    |                      |                      |                      | 9                    | 66,7                 | 0                    |                      |                      |                      |
| 2021-2022 | SC Langnau Tigers      | LNA              | 21 | 7                | 11               | 0                |                  |                  | 3,57             | 89,4             | 0                |                  | -                | -  | -                    | -                    | -                    | -                    | -                    | -                    | -                    |                      |                      |
| 2022-2023 | Genève-Servette HC     | LNA              | 25 | 17               | 5                | 2                |                  |                  | 2,31             | 91,3             | 1                |                  | 15               | 10 | 2                    |                      |                      | 1,67                 | 93,4                 | 0                    |                      |                      |                      |

### En équipe nationale
| Année | Équipe             | Compétition                  |   | PJ  | Min | BC   | Moy  | % Arr | Bl | Pun                   |  | Résultat |
| 2007  | Suisse -18 ans     | Championnat du monde -18 ans | 5 |     |     | 2,17 | 92,4 |       | 2  | 6e place              |  |          |
| 2008  | Suisse -20 ans     | Championnat du monde -20 ans | 5 |     |     | 3,17 | 89,5 |       | 0  | 9e place              |  |          |
| 2013  | Genève-Servette HC | Coupe Spengler               | 2 |     |     | 2,95 | 91,8 |       |    | Vainqueur             |  |          |
| 2015  | Genève-Servette HC | Ligue des champions          | 2 | 120 | 1   | 0,50 | 97,2 | 1     | 0  | Huitième de finale    |  |          |
| 2015  | Genève-Servette HC | Coupe de Suisse              | 2 | 120 | 2   | 1    |      |       |    | Demi-finale           |  |          |
| 2016  | Genève-Servette HC | Ligue des champions          | 3 | 180 | 10  | 3,33 | 87,5 | 0     | 0  | Tour de qualification |  |          |
| 2016  | Suisse             | Championnat du monde         | 2 | 62  |     | 3,87 | 84,6 | 0     | 0  | 11e place             |  |          |
| 2017  | Genève-Servette HC | Coupe de Suisse              | 3 |     |     | 3,37 |      |       |    | Finale                |  |          |
| 2019  | Suisse             | Championnat du monde         | 1 |     |     | 1,91 | 87,5 | 0     |    | 8e place              |  |          |
| 2023  | Suisse             | Championnat du monde         | 4 |     |     | 1,77 | 90,3 | 1     |    | 5e place              |  |          |